# Åkertistel
Åkertistel (Cirsium arvense) (L.) Scop. är en art i familjen korgblommiga växter.
Det är en flerårig grågrön ört med små violetta blommor som blommar från juli till september. Åkertistel anses vara ett mycket besvärligt rotogräs i större delen av Sverige. Lättbekämpad med kemiska växtskyddsmedel, men på frammarsch inom ekologisk odling.
Dess biotop är kulturmark.

## Bygdemål
- Korntistel [2]

## Förekomst
Åkertistel förekommer på de flesta jordarterna och trivs i en näringsrik miljö. De är bra på att konkurrera om ljus, vatten och näring vilket kan leda till lägre avkastning för jordbruksgrödor. Tisteln är ett vanligt förekommande ogräs i hela Sverige förutom i de nordligaste delarna av landet. Växtplatsen kan variera från vägkanter och stränder till gräs- och åkermark. Den utgör störst problem i konkurrenssvaga grödor som till exempel ärt.
Tisteln har ett djupgående rotsystem med rotutlöpare som breder ut sig horisontellt med lodräta rötter som når ner under plogdjupet. Det djupa rotsystemet som kan nå två till tre meter vilket gör att tisteln kan klara perioder med torka.

## Biologi
Tisteln har han- och honblommor på olika plantor, de är alltså skildkönade. Förökningen sker med frön men i huvudsak med de underjordiska rotutlöparna. Ljus stimulerar groningen av fröna och de kan gro 10 dagar efter blomningen. Det byggs inte upp någon stor fröbank av tisteln eftersom frönas livslängd ofta varar mindre än 3 år i marken.

## Bekämpning
Det djupgående rotsystemet gör det svårare att bekämpa åkertistel med hjälp av jordbearbetning. Den kan försvagas genom avslagning av de ovanjordiska skotten, eftersom den då skjuter nya skott vilket leder till att resurserna töms från rötterna. Därför är det effektivt att hämma tisteln med upprepade avslagningar, till exempel med hjälp av en slåttervall. Slåttervallen konkurrerar även om både vatten och näring vilket också kan hämma tisteln.
Plantan är som mest känslig för mekanisk störning i det utvecklingsstadium då den har 8 - 10 blad. En förebyggande åtgärd kan vara att så en konkurrenskraftig och tät gröda eftersom åkertistel behöver mycket ljus och näring. För att hämma åkertistels tillväxt på våren är vårplöjning en effektiv åtgärd. I de fall som de förebyggande åtgärderna inte fungerar går det även att bekämpa tisteln med herbicider.

## Externa länkar

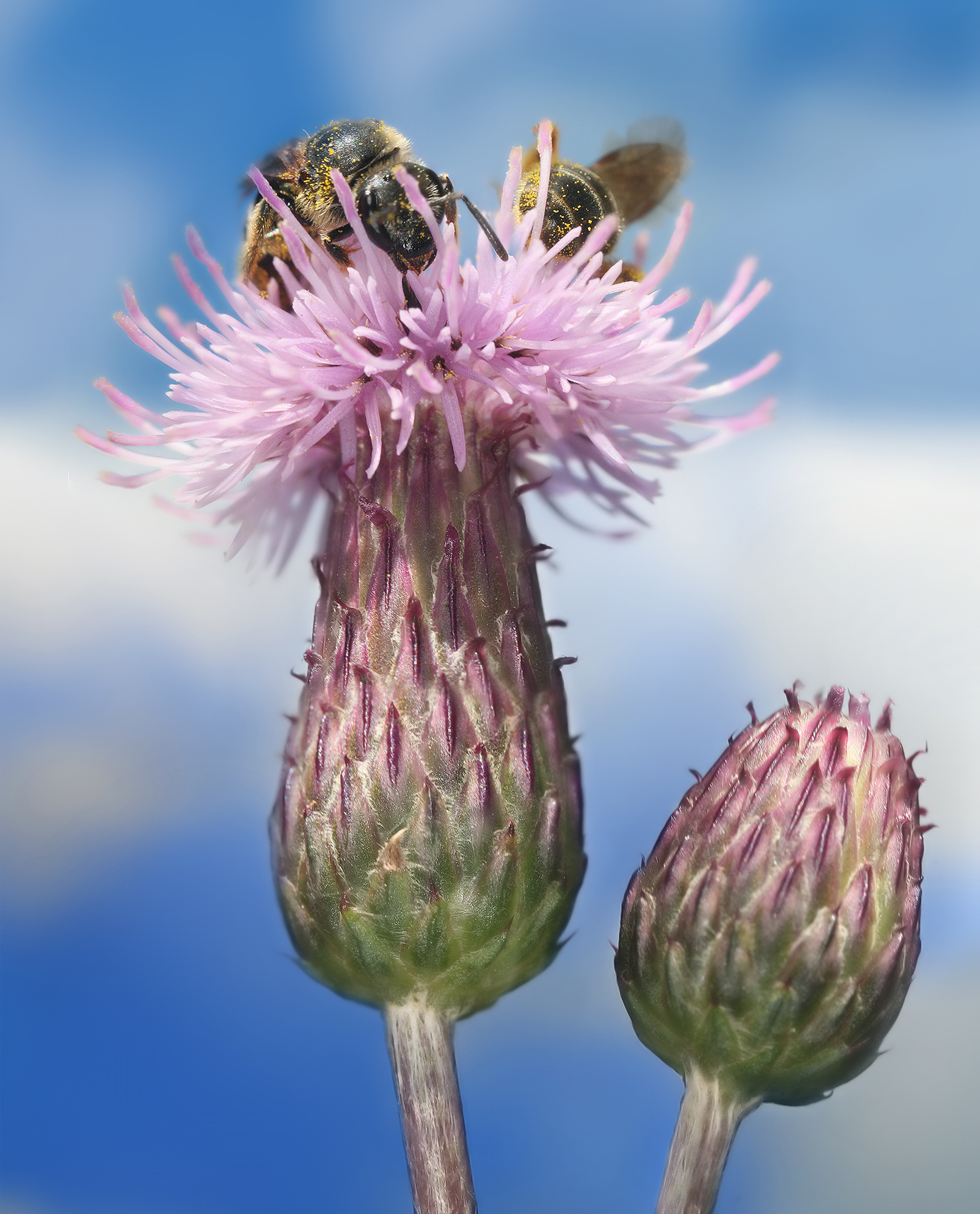
Närbild på blomställningar (korgar).

## Källa
1. ↑  ”Ogräsrådgivaren - SLU!”. ograsradgivaren.slu.se. http://ograsradgivaren.slu.se/. Läst 27 december 2017.
2. ↑  Ernst Rietz: Svenskt dialektlexikon, sida 346,  Gleerups, Lund 1862 … 1867, faksimilutgåva Malmö 1962
3. 1 2 3  ”Ogräskontroll på åkermark”. webbutiken.jordbruksverket.se. https://webbutiken.jordbruksverket.se/sv/artiklar/ovr28.html. Läst 30 december 2019.
4. 1 2 3 4  ”Ogräsbeskrivningar”. SLU.SE. https://www.slu.se/centrumbildningar-och-projekt/ograsradgivaren/ograsbeskrivningar/. Läst 30 december 2019.